# Network-attached storage
Network-attached storage (NAS) – technologia umożliwiająca podłączenie zasobów pamięci dyskowych bezpośrednio do sieci komputerowej.
Dzięki takiemu rozwiązaniu można łatwo skonfigurować dostęp z różnych punktów sieci do danych znajdujących się w jednym miejscu. Zaletą NAS jest możliwość jego stosowania w sieciach opartych na różnych rozwiązaniach klienckich, przez co dane są osiągalne bez względu na rodzaj zainstalowanego systemu operacyjnego.